# Thomas Tidholm
Thomas Tidholm (Örebro, 11 april 1943) is een Zweedse dichter en kinderboekenschrijver.
Tidholm begon zijn schrijversloopbaan met de gedichtenbundel Försök att se (Poging tot zien, 1966), maar schreef daarna ook veel kinderboeken, meestal samen met zijn vrouw Anna-Clara Tidholm. Beiden ontvingen meerdere literaire prijzen, waaronder in 1997 de Astrid Lindgrenprijs.
Veel van het werk is in het Nederlands vertaald, onder andere het ook hier bekroonde De reis naar Ugri-La-Brek. Een bloemlezing uit zijn poëzie verscheen in 1995 onder de titel Ik was een slechte hond (selectie, vertaling en nawoord Hans Kloos).